# Cinq cents John Kennedy
Pour les articles homonymes, voir Kennedy.
Le 5 cents John Kennedy est le timbre-poste émis en hommage à John Fitzgerald Kennedy, président des États-Unis assassiné le 22 novembre 1963. Il a été émis le 29 mai 1964, jour de son 47e anniversaire, avec un cachet premier jour dans la ville de Boston (Massachusetts).

## Description
Dans un rectangle posé sur la longueur, deux carrés :
- le portrait de Kennedy, d'après une photographie de 1958 par Bill Murphy pour le journal The Los Angeles Times,
- à gauche, la flamme du souvenir qui brûle sur la tombe du président au cimetière d'Arlington, dans la banlieue de la capitale Washington.

Autour du timbre, outre la valeur faciale et la mention « U.S. Postage », une citation extraite du discours d'entrée en fonction de janvier 1961 :
« ... And the glow from that fire can truly light the world » (et la lueur de ce feu peut vraiment éclairer le monde).

## Conception
La décision d'émettre un timbre après l'assassinat de Dallas (Texas) fut prise rapidement, mais supposa un rythme de travail soutenu pour pouvoir imprimer les timbres et préparer les deux millions d'enveloppes premier jour de Boston, et les milliers d'autres vendus dans tout le pays. De plus, Jackie Kennedy devait accepter la maquette.
Les premiers projets du Bureau of Engraving and Printing, organe administratif chargé de la préparation des émissions philatéliques, sont refusés en décembre et en janvier. La poste américaine confie alors la mission au cabinet d'études privé Loewy/Snaith, de New York. Raymond Loewy accepte davantage pour assurer la notoriété de son cabinet, que pour l'argent. Ce timbre rapporta au cabinet 500 dollars.
En trois mois, les dessinateurs de Loewy réalisent plusieurs projets. Pour conserver le secret, les épreuves et travaux du jour sont enfermés par Loewy dans un coffre-fort, et il y applique même l'empreinte de son pouce. 
La couleur finalement acceptée par Jackie Kennedy a été un bleu-gris, similaire à celui que son mari demanda pour la décoration de l'avion présidentiel Air Force One.